# 多治比藤善
多治比 藤善（たじひ の ふじよし）は、平安時代前期の貴族。氏姓は丹墀真人のち多治真人、多治比真人。官位は従五位下・摂津守。

## 経歴
左馬助在職中の貞観6年（864年）従五位下に叙爵し、翌貞観7年（865年）丹波権介を兼ねる。貞観8年（866年）一族の丹墀貞岑の上表により、丹墀真人姓から多治真人姓に改姓する。
貞観12年（870年）貞観永宝発行の詔が出されて新銭が鋳造されると、葛野の鋳銭所に近い宗像・櫟谷・清水・堰・小社の五神に派遣されて新銭を奉納した。
その後も引き続き左馬助を務め、貞観19年（877年）には従五位上に叙せられている。また、陽成朝の元慶4年（880年）清和上皇の崩御に際して馬寮に派遣されて非常を監護している。
光孝朝に入り、元慶9年（885年）摂津守に任ぜられて地方官に転じる。しかし、任地に赴任しなかったらしく、翌仁和2年（886年）2月にほかの赴任していなかった国司らと共に召問を受け、5月には位階を従五位下に落とされた。

## 官歴
『日本三代実録』による。
- 時期不詳：正六位上。左馬助
- 貞観6年（864年） 正月7日：従五位下
- 貞観7年（865年） 正月27日：兼丹波権介
- 貞観8年（866年） 2月21日：丹墀真人姓から多治真人姓に改姓
- 貞観12年（870年） 12月29日：次侍従
- 貞観19年（877年） 正月3日：従五位上
- 元慶4年（880年） 12月5日：見兼加賀守
- 時期不詳：大蔵大輔
- 元慶9年（885年） 正月16日：摂津守
- 時期不詳：多治真人姓から多治比真人姓に改姓
- 仁和2年（886年） 5月18日：降一階（従五位下）